# HD 200044
HD 200044，又名BD+18 4675，SAO 106747、HR 8044，是一颗恒星，视星等为5.65，位于銀經66.23，銀緯-17.29，其B1900.0坐标为赤經20h 55m 53.4s，赤緯+18° -17.29′ 26″。